# VBMR-L Serval
Le Véhicule Blindé Multirôle-Léger (VBMR-L) Serval est un véhicule blindé à quatre roues motrices conçu par Nexter et Texelis.
Il fait partie des véhicules développés dans le cadre du programme SCORPION (Synergie du COntact Renforcée par la Polyvalence et l'InfovalorisatiON), avec l’EBRC Jaguar et le VBMR Griffon. Tout comme ce dernier, le Serval est également destiné à remplacer le VAB. Le Serval a été conçu pour pouvoir intervenir dans les zones de contact avec l’ennemi. Il équipera en priorité les unités d’infanterie des brigades légères ainsi que les unités déployées pour l’appui et le soutien.

## Historique

### Contexte
Dans le cadre du programme SCORPION, il est question de commander 358 VBMR « légers », des véhicules tactiques polyvalents de type 4×4 d’environ 12 tonnes, dotés d’un tourelleau téléopéré armé d’une mitrailleuse de 12,7 ou de 7,62 mm. Le prix de ces engins, notamment destinés aux unités de renseignement, doit être compris entre 500.000 et 700.000 euros.
Une demande d’informations (RFI) est émise par le ministère de la Défense pour cette acquisition. La date limite pour la remise des dossiers est fixée au 6 juin 2016. Trois industriels y répondent, Thales, Nexter et Renault Trucks Defense.
Thales propose le véhicule blindé Bushmaster, Renault Trucks Defense pense au ACMAT Bastion et Nexter propose une version 4×4 de son véhicule blindé Titus, basé sur un châssis fourni par le Tchèque Tatra. C'est cette dernière offre qui est retenue en  novembre 2017.

### Développement
En 2018 la direction générale de l'Armement (DGA) commande le développement du VBMR-Léger au groupement momentané d’entreprises (GME) Nexter et Texelis.
Le 11 juin 2018, Florence Parly, ministre des Armées, annonce que le VBMR-Léger prend le nom de Serval. En plus du félin, ce nom fait également référence à l'opération française déclenchée en 2013 au Mali.

### Production en grande série

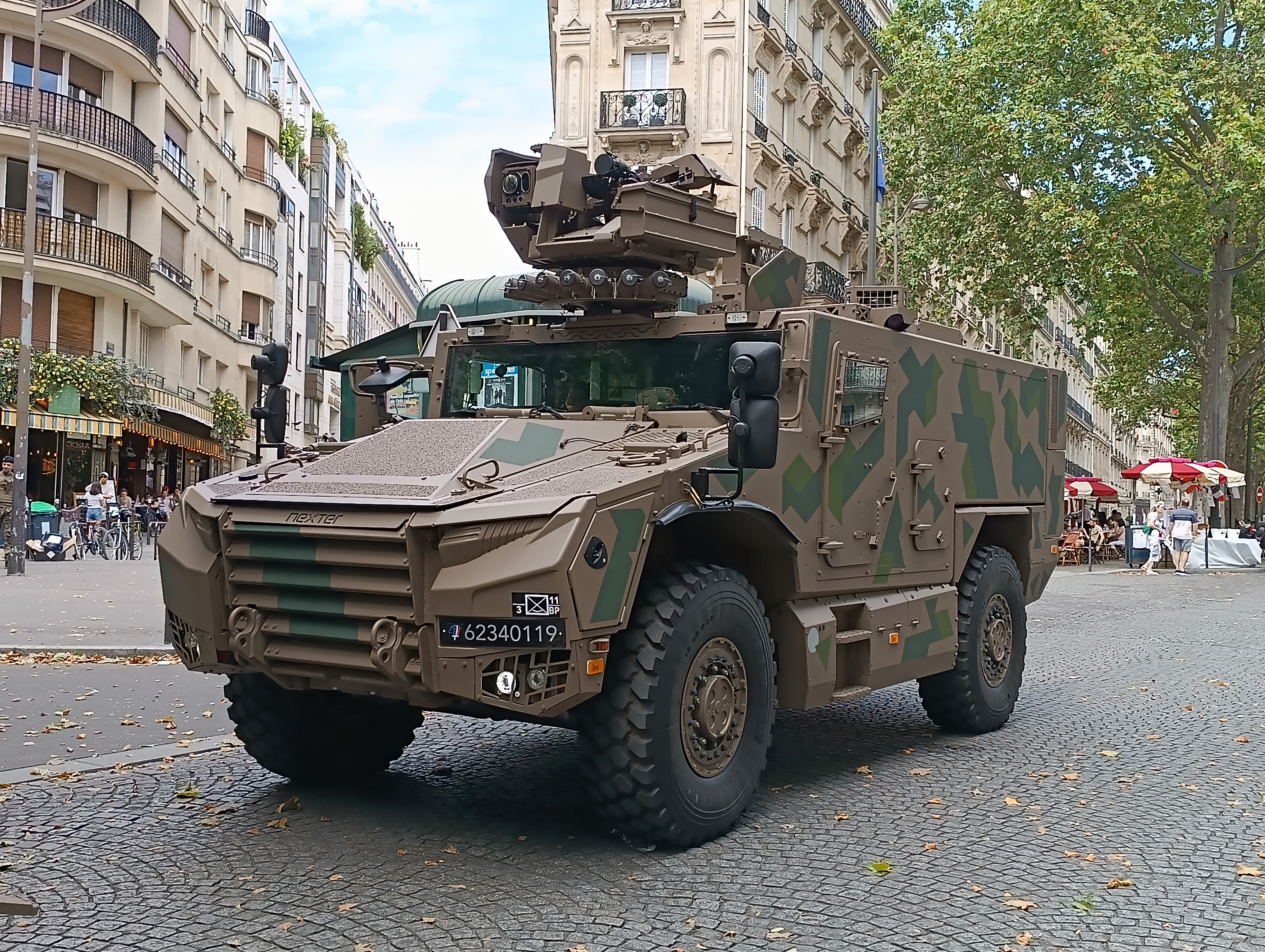
Un Serval du 3e RPIMa lors du défilé militaire du 14 Juillet 2023.

Au total, la direction générale de l'Armement a prévu de commander un total de 978 Serval. En mai 2022, les 4 premiers exemplaires du VBMR-L Serval sont livrés à l'armée de terre.
Le 4 octobre 2022, le CAPCIA-51e RI de Mourmelon a reçu un lot de quatre Serval. Quinze VBMR-L Serval avaient auparavant déjà été remis à l’armée française.
Le 30 mars 2023, le 3e régiment de parachutistes d'infanterie de marine a reçu les premiers Serval officiellement en service dans l'armée de Terre.

## Caractéristiques techniques

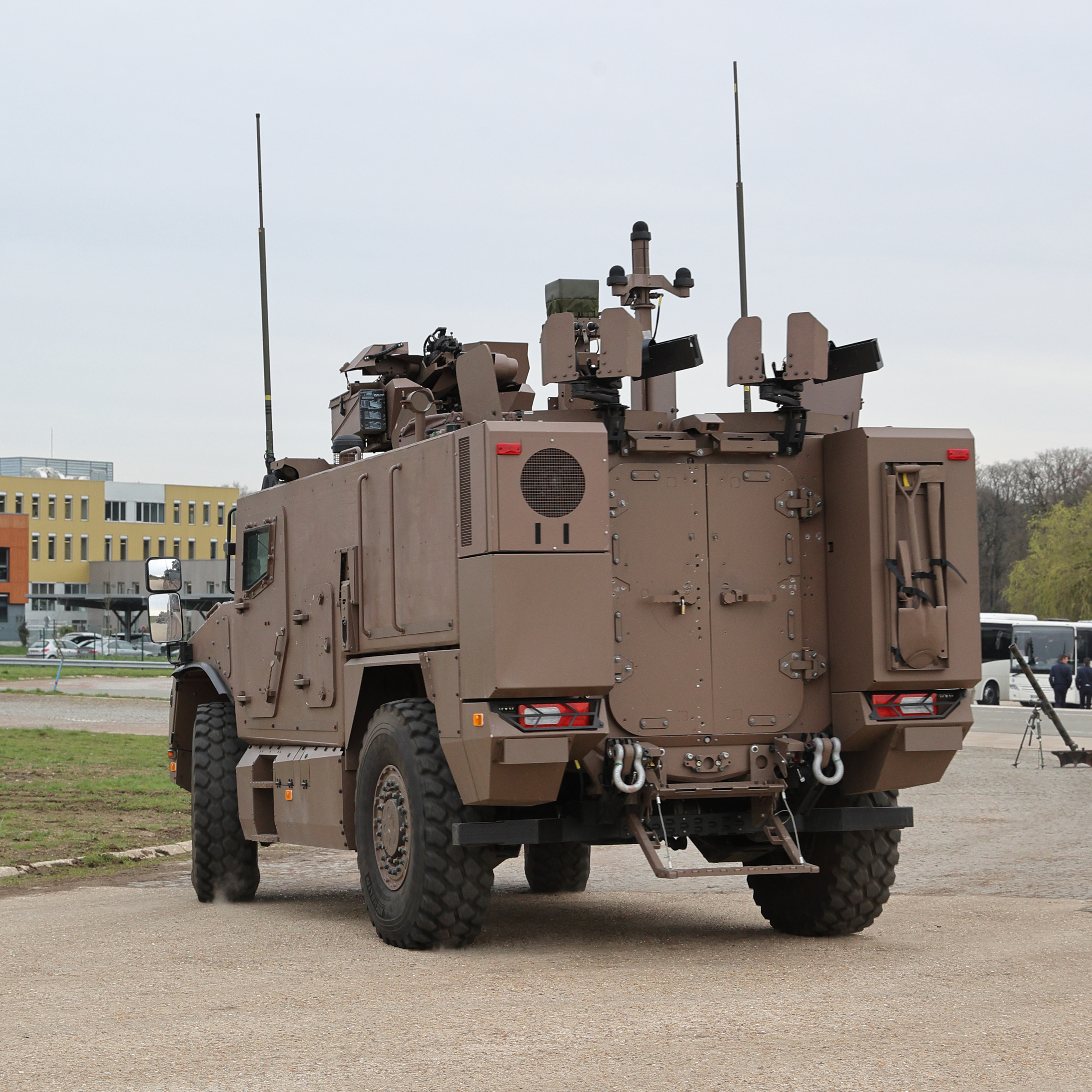
On peut apercevoir la climatisation du VBMR-L Serval montée dans un boîtier à gauche des portes arrière.

Le SERVAL intègre les équipements communs aux véhicules SCORPION, en particulier la vétronique du véhicule, un tourelleau téléopéré T2 Hornet Lite ou un T1 Hornet, pouvant être équipé de lance-pots fumigènes d'autoprotection GALIX de 80 mm, des détecteurs de menaces, ainsi que le système d’information du combat lui permettant de s’intégrer dans le combat collaboratif SCORPION.
Texelis, responsable de la chaîne cinétique, développe une version hybride avec QinetiQ.

## Versions
- Serval VPB : Véhicule de Patrouille Blindé
- Serval Infanterie FELIN : Transport d'Infanterie. Cette sous-version est modifiée avec un nouveau système de commandement pour les unités du Commandement des opérations spéciales[12].
- Serval VOA : Véhicule d'Observation d’Artillerie
- Serval Génie
- Serval VPM 81 : Véhicule Porte Mortier de 81 mm Mo 81 LLR embarqué.
- Serval VTM 120 : Véhicule Tracteur de Mortier de 120 mm tracté 120MM RT .
- Serval EPC : Engin Poste de Commandement. Cette sous-version est modifiée avec un nouveau système de commandement pour les unités du Commandement des opérations spéciales[12].
- Serval MMP : lance-Missiles Moyenne Portée AKERON MP embarqué.
- Serval RAV : Ravitaillement.
- Serval SAN : SANté, pour l' évacuation sanitaire, cette version a pour vocation d'équiper les équipes médicales mobiles du Service de santé des armées. Il devrait être produit à 153 exemplaires.
- Serval SA2R : Surveillance Acquisition Renseignement Reconnaissance
- Serval ACQ : ACQquisition.
- Serval TDR : Traitement Du Renseignement reconnaissance.
- Serval NCT : Nœud de Communication Tactique, doté de capacités de communications satellitaires [Syracuse IV] et hertziennes.
- Serval LAD : (lutte anti-drone) équipée d’un canon de 30 mm sur tourelleau téléopéré ARX30 de KNDS (2 km de portée), assisté de systèmes autonomes de détection (radar de détection et de suivi sur mât télescopique et détecteur radiofréquence) et d'un système de commandement et de contrôle (C2). 24 exemplaires sont commandés début 2025 au profit de l'armée de terre française[13].
- Serval SATCP : (Sol-Air Très Courte Portée) avec Missile Mistral sur trépied embarqué.
- Serval DSA : (défense sol-air) équipée de la tourelle ATLAS RC téléopéré de MBDA France. Ces tourelles permettent de mettre en œuvre deux missiles Missiles Mistral sous blindage et disposent d’armes d’autodéfense. Une commande pour trente exemplaires est passée début 2025 au bénéfice de l'armée de terre française[14].
- Serval PC DSA : pour la coordination des feux, annoncé en 2025.
- Serval doté d'un radar en bande X pour la détection et le suivi de cibles - Le radar Giraffe 1X de Saab (en) serait favori - en cours de développement en 2025[13].

## Utilisateurs
France : la Loi de programmation militaire [LPM] 2024-30 prévoit que l’armée de Terre devrait posséder 2038 Serval en 2035, dont 1060 acquis au titre du programme « Véhicule léger tactique polyvalent protégé » [VLTP-P]. 1405 Serval devront avoir été livrés en 2030, ils équiperont « en priorité les unités d’infanterie des brigades légères », dont celles de la 11e Brigade Parachutiste [BP] et de la 27e Brigade d’Infanterie de Montagne [BIM].
Une commande de 364 Serval est effectuée par la direction générale de l’Armement (DGA) en mars 2021 au profit de l’Armée de Terre. 208 exemplaires sont livrés au 7 mars 2024. 24 Serval LAD (lutte anti-drone) et 30 Serval DSA (défense sol-air) sont commandés début 2025 (programmes Défense Surface Air Basse Couche et Lutte anti-drone), ils sont attendus à compter de 2029 pour entamer leur qualification. En février 2025, la DGA annonce la commande de 530 Serval « Appui SCORPION » (mise sous blindage et intégration à l’environnement SCORPION des unités de l’armée de Terre dédiées au commandement à l’appui et au soutien, amenées à évoluer dans la zone des contacts, au sein d’une brigade interarmes), et 97 Serval au titre du programme SCORPION lui-même, pour un montant avoisinant 1 milliard d’euros. L’armée de Terre ne devrait pas être la seule à être équipée de Serval, les fusiliers commandos de l’armée de l’Air et de l’Espace devraient en être équipés.

### Futur et potentiel opérateur
- Luxembourg : 5 VBMR-L Serval font partie du projet de loi d'acquisition pour l'armée luxembourgeoise[18], validé par la Chambre des députés en novembre 2024 en vue d'un futur contrat[19].
- Belgique : la Défense belge pourrait acquérir de 190 à 372 exemplaires au profit de ses états-majors, de ses transmetteurs (groupes CIS) et de ses artilleurs[20].
- Irlande : le VBMR-L Serval intéresserait les forces de Défence irlandaises[21].